# Zweite osmanische Verfassungsperiode

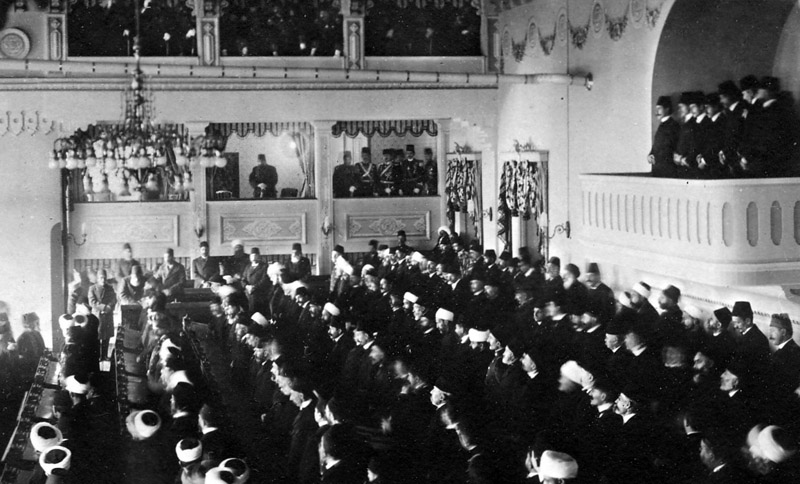
Zusammentreffen des osmanischen Parlaments im Dezember 1908

Als zweite osmanische Verfassungsperiode (osmanisch ايکنجى مشروطيت İA İkinci Meşrutiyet) bezeichnet man in der osmanischen Geschichte den Zeitraum zwischen der Machtübernahme der Jungtürken im Jahre 1908 und dem Zusammenbruch des Osmanischen Reiches nach dem Ersten Weltkrieg.
Im Jahre 1908 wurde gegen den Widerstand des damaligen Sultans Abdülhamid II. und ihm nahestehender konservativer islamischer Kreise die Verfassung von 1876 wieder in Kraft gesetzt. Die konstitutionelle Revolution von 1908 wurde zunächst vor allem von den nichtmuslimischen Minderheiten begeistert begrüßt. Im ganzen Reich fanden Wahlen zum Abgeordnetenhaus statt. Die Instabilität des Regimes wurde von den europäischen Mächten ausgenutzt, um die osmanische Herrschaft auf dem Balkan zurückzudrängen. Die Angst und das Misstrauen von Teilen der herrschenden türkischen Elite vor allem gegen die christlichen Minderheiten wie Griechen und Armenier mündete dann in den Pogromen und Vertreibungen, die während des Ersten Weltkrieges zum Völkermord an den Armeniern und den Assyrern eskalierten, als während der Dardanellenschlacht im April 1915 die unmittelbare Gefahr einer alliierten Invasion der Hauptstadt Konstantinopel (seit 1930 Istanbul) drohte, die damals zu einem großen Teil von Angehörigen der Minderheiten bewohnt war.